# Liste des aéroports les plus fréquentés en République dominicaine
Voici une liste des aéroports les plus fréquentés de la République dominicaine en nombre de passagers. 

## Nombre de passagers en graphique
Pour des raisons techniques, il est temporairement impossible d'afficher le graphique qui aurait dû être présenté ici.

Voir la requête brute et les sources sur Wikidata.

## Nombre de passagers en tableau

### 2018
| Ville                      | OACI | AITA | Aéroport                                    | 2018      |
| -------------------------- | ---- | ---- | ------------------------------------------- | --------- |
| Punta Cana                 | MDPC | PUJ  | Aéroport international de Punta Cana        | 7 838 732 |
| Saint-Domingue             | MDSD | SDQ  | Aéroport international Las Américas         | 3 774 248 |
| Santiago de los Caballeros | MDST | STI  | Aéroport international du Cibao             | 1 598 422 |
| Puerto Plata               | MDPP | POP  | Aéroport international Gregorio-Luperón     | 869 933   |
| La Romana                  | MDLR | LRM  | Aéroport international Casa de Campo        | 196 822   |
| Samaná (Sánchez)           | MDCY | AZS  | Aéroport international El Catey             | 162 749   |
| Saint-Domingue             | MDJB | JBQ  | Aéroport international Dr. Joaquin Balaguer | 47 762    |